# 夏九鼎
夏九鼎（1563年—？），字臺卿，號璞斋，浙江嘉善縣人，明朝政治人物。

## 生平
少年师从顾宪成。萬曆十九年（1591年）舉辛卯科浙江鄉試。萬曆二十年（1592年）聯捷壬辰科會試第六十四名，三甲第一百七十二名進士。禮部觀政，授江西浮梁知縣，二十一年八月丁父憂，二十二年二月丁母憂，二十五年十月復除新喻縣，二十七年二月調任安福县知县。抚民如子，政绩卓著，他人莫干以私，时称“夏铁耳”。二十九年改任衢州府儒學教授。

## 家族
曾祖夏飭；祖父夏光啓；父夏元暨。母范氏。永感下。弟九闳。

## 引用
1. ↑  （明）张朝瑞. . 《续修四库全书》史部第828册.
2. ↑  鲁小俊，江俊伟著. . 武汉：武汉大学出版社. 2009. ISBN 978-7-307-07043-1.
3. ↑  龚延明主编. . 宁波: 宁波出版社. 2016. ISBN 978-7-5526-2320-8. 《天一閣藏明代科舉錄選刊.登科錄》之《萬曆二十年壬辰科殿試金榜》